# Childrenit
Childrenit – rzadki minerał fosforanowy.
Nazwany w 1823 roku na cześć Johna George’a Childrena (1777–1852), angielskiego chemika i mineraloga.

## Właściwości
Krystalizuje w układzie jednoskośnym. Wykształca kryształy o pokroju słupkowym, listewkowym, igiełkowym. Występuje w skupieniach wiązkowych, włóknistych, masywnych i promienistych. Także jako naskorupienia. Jest minerałem kruchym, przezroczystym do półprzezroczystego. Powszechnie wykształca formy bliźniacze. Rozpuszczalny w kwasach. Częstymi zanieczyszczeniami w strukturze są mangan i wapń.

## Występowanie
Występuje jako niskotemperaturowy produkt hydrotermalny w granitowych pegmatytach bogatych w fosfor, w druzach jako późne kryształy. Towarzyszą mu kwarc, piryt, turmalin, skaleń, fairfieldyt, zanazzit, muskowit, syderyt, wiwianit, lazulit i apatyt.

## Miejsce występowania
Jego typową lokalizacją jest Devon w Anglii. Okazy stamtąd występują jako małe żółtawe kryształy na kwarcu w niskotemperaturowych hydrotermalnych żyłach. Na terenie Anglii spotykany także w Kornwalii i Kumbrii. Występuje w Saksonii i Bawarii w Niemczech, Kosowie, Serbii, Zimbabwe, Jukon w Kanadzie, Boliwii, Australii, Minas Gerais w Brazylii, Francji, Portugalii, Hiszpanii i USA (New Hampshire, Maine i Dakota Południowa).